# Błatec (obwód Sliwen)
Błatec (bułg. Блатец) – wieś w Bułgarii, w obwodzie Sliwen, w gminie Sliwen. Według danych szacunkowych Ujednoliconego Systemu Ewidencji Ludności oraz Usług Administracyjnych dla Ludności, 15 czerwca 2020 roku miejscowość liczyła 846 mieszkańców.

## Osoby związane z miejscowością

### Urodzeni
- Toni Daczewa (1967) – bułgarska piosenkarka czałgowa